# Argus (California)
Argus es un área no incorporada ubicada en el condado de San Bernardino en el estado estadounidense de California.

## Geografía
Argus se encuentra ubicada en las coordenadas 35°44′50″N 117°23′43″O / 35.74722, -117.39528.